# Due Giorni Marchigiana
La Due Giorni Marchigiana (en español: "Dos Jornadas Marcanesas") fue una competición ciclista profesional que se disputó en Italia, en el mes de agosto.
Disputada desde el 2001 hasta el 2006 la Due Giorni Marchigiana fue simplemente el premio que recibía el ciclista mejor clasificado en las dos pruebas que la conformaban y que se disputaban en días sucesivos:
- G. P. Fred Mengoni (2001-2006)
- Trofeo Ciudad de Castelfidardo (2001-2007)
- Gran Premio Industria y Commercio Artigianato (2007)

Quiso copiar el formato del prestigioso Trittico Lombardo. Sin embargo, la progresiva desaparición de las pruebas que lo conformaron disputadas en Castelfidardo (centro de Italia), unido a la imposibilidad de unir en días consecutivos la nueva prueba incluida del Gran Premio Industria y Commercio Artigianato que se corre en Varese (norte de Italia), provocaron su desaparición definitiva. De hecho ya en esa última edición no hubo clasificación conjunta de las dos pruebas.
Como nota curiosa ningún corredor consiguió ganar más de una vez en ninguno de las carreras que conformaban el trofeo.

## Palmarés
| Año  | G. P. Fred Mengoni             | Trofeo Ciudad de Castelfidardo                | Due Giorni Marchigiana |
| 2001 | Fabio Bulgarelli               | Bostjan Mervar                                | Dmitri Gainitdinov     |
| 2002 | Danilo Di Luca                 | Fabio Sacchi                                  | Eddy Ratti             |
| 2003 | Alessio Galletti               | Michele Gobbi                                 | Alessio Galletti       |
| 2004 | Damiano Cunego                 | Emanuele Sella                                | Damiano Cunego         |
| 2005 | Luca Mazzanti                  | Murilo Fischer                                | Luca Mazzanti          |
| 2006 | Andrea Tonti                   | Paolo Bossoni                                 | Andrea Tonti           |
| Año  | Trofeo Ciudad de Castelfidardo | Gran Premio Industria y Commercio Artigianato | Due Giorni Marchigiana |
| 2007 | Maurizio Girardini             | Matteo Scaroni                                | No se entregó          |

## Palmarés por países
| País   | Victorias |
| ------ | --------- |
| Italia | 5         |
| Rusia  | 1         |

## Estadísticas

### Victorias de trofeos por países
| País      | Victorias |
| --------- | --------- |
| Italia    | 12        |
| Eslovenia | 1         |
| Brasil    | 1         |